# Silene claviformis
Silene claviformis är en nejlikväxtart som beskrevs av Litw. Silene claviformis ingår i släktet glimmar, och familjen nejlikväxter. Inga underarter finns listade i Catalogue of Life.